# シェーン・ウォーン
シェーン・キース・ウォーン（Shane Keith Warne、1969年9月13日 - 2022年3月4日）は、オーストラリアビクトリア州アッパー・ファーンツリー・ガリー出身の元プロクリケット選手。元オーストラリア代表。
テスト・クリケットでは145試合に出場し、708ウィケットを奪い、テスト・クリケットにおけるボウラーの最多ウィケット記録を2007年まで保持していた。1999 クリケットワールドカップではオーストラリア代表として優勝した。また当時、あまり使われなかったレッグスピンというボウラーの技の達人であり、クリケットの考え方に大きく影響を与えた。
クリケットの歴史の中でも屈指のボウラーであり、2000年に100人の専門家による委員会によって20世紀を代表する5人のクリケット選手として、ドナルド・ブラッドマン、ガーフィールド・ソバーズ、ジャック・ホッブス、ヴィヴ・リチャーズと共に選出された。2013年にはクリケットのバイブルとして知られるウィズデン・クリケッターズ・アルマナック（クリケット年鑑）によって、150年間の歴代ワールドイレブンに選出された。
2022年3月4日、死去。52歳没。翌3月5日早朝、心臓発作の疑いで亡くなったとの簡単な声明が発表された。